# نيك فرانكلين
نيك فرانكلين (بالإنجليزية: Nick Franklin)‏ هو لاعب كرة قاعدة أمريكي، ولد في 2 مارس 1991 في سانفورد في الولايات المتحدة.
تمت اختياره من قبل سياتل مارينرز في الجولة الأولى حيث تم اختيار 27 لاعب بشكل عام، من القائمة الأولية في دوري البيسبول لعام 2009.التحق نيك بمدرسة Lake Brantley High School حيث فاز بالعديد من الجوائز ، بما في ذلك اختياره كأفضل لاعب في العام من قبل Orlando Sentinel في عام 2009. لقد لعب نيك في دوري البيسبول الرئيسي (MLB) لصالح سياتل مارينرز ، تامبا باي رايز ، ميلووكي برورز ، ولوس أنجلوس آنجلز.

## وصلات خارجية
- نيك فرانكلين على موقع دوري كرة القاعدة الرئيسي (الإنجليزية)
- نيك فرانكلين على موقعبيزبول رفرنس.كوم (الدوري الرئيسي) (الإنجليزية)
- نيك فرانكلين على موقعبيزبول رفرنس.كوم (الدوري الثانوي) (الإنجليزية)
- نيك فرانكلين على موقع إي إس بي إن.كوم (أم.أل.بي) (الإنجليزية)
- نيك فرانكلين على موقع مشجعي الرسوم البيانية (الإنجليزية)